# Tempelj Čenakešava, Belur
Tempelj Čenakešava, imenovan tudi tempelj Kešava, Kesava ali Vidžajanarajana v Belurju, je hindujski tempelj iz 12. stoletja v okrožju Hasan v zvezni državi Karnataka v Indiji. Naročil ga je kralj Višnuvardhana leta 1117 n. št. na bregovih reke Jagači v Belurju, imenovanem tudi Velapura, zgodnji prestolnici imperija Hojsala. Tempelj so gradile tri generacije in je trajalo 103 leta. Med vojnami je bil večkrat poškodovan in izropan, v svoji zgodovini večkrat obnovljen in popravljen. Od mesta Hasan je oddaljen 35 km, od Bangaloreja pa približno 220 km.
Čenakešava (osvetljeno, 'čeden Kesava') je oblika hindujskega boga Višnuja. Tempelj je posvečen Višnuju in je od ustanovitve aktiven hindujski tempelj. Spoštljivo je opisano v srednjeveških hindujskih besedilih in ostaja pomembno romarsko mesto v vaišnavizmu. Tempelj je izjemen po svoji arhitekturi, skulpturah, reliefih, frizih, pa tudi po ikonografiji, napisih in zgodovini. Umetnine templja prikazujejo prizore posvetnega življenja v 12. stoletju, plesalce in glasbenike, pa tudi slikovito pripovedovanje hindujskih besedil, kot so Ramajana, Mahabharata in Purane, skozi številne frize. To je vaišnavski tempelj, ki spoštljivo vključuje številne teme iz šivaizma in šaktizma, pa tudi podobe Džina iz džainizma in Bude iz budizma. Tempelj Čenakešava je pričevanje o umetniških, kulturnih in teoloških perspektivah v južni Indiji v 12. stoletju in vladavini imperija Hojsala.
Tempeljski kompleks v Belurju skupaj z bližnjimi hindujskimi in džainističnimi templji v Halebiduju je bil predlagan za uvrstitev na Unescov seznam svetovne dediščine.

## Lokacija
Tempelj Čenakešava stoji v Belur taluku v okrožju Hasan v indijski zvezni državi Karnataka. To je približno 35 kilometrov severozahodno od Hasana. Tempelj je približno 16 kilometrov oddaljen od templjev Halebidu. Belur nima bližnjega letališča in je približno 220 kilometrov zahodno od Bangaloreja (koda IATA: BLR), približno 3,5 ure vožnje in je dostopen po štiripasovni avtocesti NH75. Hasan je najbližje mesto v bližini Belurja, ki je z železniškim omrežjem povezano z večjimi mesti Karnatake.
Tempelj Čenakešava je aktivni hindujski tempelj in glavno romarsko mesto Vaišnave. Stoji na bregovih reke Jagači (v zgodovinskih besedilih imenovane tudi reka Badari), pritoka reke Hemavati.

## Zgodovina
Obdobje Hojsala v zgodovini Južne Indije se je začelo okoli leta 1000 n. št. in se nadaljevalo do leta 1346. V tem obdobju so zgradili okrog 1500 templjev v 958 središčih. Belur se v starih napisih in srednjeveških besedilih imenuje Beluhur, Velur ali Velapura. To je bila zgodnja prestolnica kraljev Hojsala. Ti so mesto tako cenili, da se v kasnejših napisih omenja kot »zemeljska Vaikuntha« (Višnujevo bivališče) in »dakšina Varanasi« (južno sveto mesto Hindujcev).
Eden od kraljev Hojasala je bil Višnuvardhana, ki je prišel na oblast leta 1110. Leta 1117 je naročil tempelj Čenakešava, posvečen Višnuju, tempelj, ki velja za enega od »petih temeljev« njegove zapuščine. Po Dhakuju – poznavalcu indijske tempeljske arhitekture in tempeljske zgodovine, ta tempelj odraža naraščajoče bogastvo, politično moč, globoko duhovno predanost šri vaišnavizmu Ramanudžačarje in je njegov magnum opus. Glavni tempelj se imenuje Vidžaja-Narajana, manjši tempelj ob njem, ki ga je zgradila njegova kraljica Santala Devi, pa se v napisih njegovega obdobja imenuje Čenakešava, vendar se ta dva templja zdaj imenujeta tempelj Čenakešava oziroma tempelj Čennigaraja.
Glavni tempelj Čenakešava v Belurju je bil dokončan in posvečen leta 1117, čeprav se je kompleks še naprej širil več kot 100 let. Višnuvardhana je svojo prestolnico preselil v Dorasamudro (imenovano tudi Dvarasamudra, zdaj Halebidu), znano po templju Hojsalešvara, posvečenem Šivi. Njegova gradnja se je nadaljevala, dokler ni leta 1140 umrl. Njegovo zapuščino so nadaljevali njegovi potomci, ki so dokončali tempelj Hojsalešvara leta 1150 in druge templje približno 200 kilometrov stran, kot je tempelj Čenakešava, Somanathapura leta 1258. Družba Hojsala je zaposlovala številne znane arhitekte in obrtnike, ki so razvili novo arhitekturno tradicijo, ki jo umetnostni zgodovinar Adam Hardy imenuje tradicija Karnata Dravida.
Imperij Hojsala in njegovo prestolnico je v zgodnjem 14. stoletju napadel, oropal in uničil Malik Kafur, poveljnik vladarja Delhijskega sultanata Alaudina Khaldžija. Belur in Halebidu sta leta 1326 postala tarča plenjenja in uničenja še ene vojske Delhijskega sultanata. Ozemlje je prevzel i8mperij Vidžajanagara. Slog Hojsala, pravi James C. Harle, se je končal sredi 14. stoletja, ko je bil kralj Veera Balala III. ubit v vojni z muslimanskim sultanatom Madurai, sledil pa mu je njegov sin.

## Napisi
Zgodovinarji so v tempeljskem kompleksu našli 118 napisov, ki so datirani med letom 1117 in 18. stoletje, ki prikazujejo zgodovino templja, donacije templju Čenakešava za njegovo vzdrževanje in popravila v poznejših obdobjih.
- Napis, najden na vzhodni steni blizu severnega vhoda glavne mandape (dvorane) templja navaja, da je Višnuvardhana naročil tempelj za boga Vidžajanarajano leta 1117.[15] Nekateri zgodovinarji so ta napis razlagali kot navedbo, da je bil tempelj Čenakešava dokončan leta 1117.
- Tempelj Čennigaraya je bil zgrajen sočasno z glavnim templjem, sponzorirala ga je kraljica.[16]
- Narasimha I. iz dinastije Hojsala je dal donacije templju za njegovo vzdrževanje in delovanje.
- Balala II. je leta 1175 dodal tempeljske stavbe za kuhinjo in skladišče žita v jugovzhodnem kotu ter rezervoar za vodo v severovzhodnem kotu templja.[17]
- Prvotni tempelj je bil brez mejnega zidu. Glavna mandapa je bila odprta tudi za bhakte, da so si lahko ogledali in cenili zapletene rezbarije v templju. Za varnost templja je bil okoli templja zgrajen visok zid, prehod iz lesa in opeke in vrata, ki jih je dodal Somaja Danajaka med vladavino Veera Balala III. (1292–1343), prav tako pa je bila odprta mandapa prekrita z zasloni iz perforiranega kamna. Novi zasloni so zatemnili notranjost templja, zaradi česar je bilo težko videti umetniško delo, vendar so omogočili dovolj svetlobe za daršano garbhagrihe.
- Tempelj je bil v napadu muslimanskega generala Salarja in njegove vojske, ki je delal za Mohameda bin Tughlaqa (1324–1351), napaden, poškodovan in njegov prehod požgan.[18]
- Tempelj je popravil imperij Vidžajanagara pod pokroviteljstvom Harihare II. (1377–1404). Leta 1381 so dodali štiri granitne stebre; leta 1387 je Malagarasa novemu stolpu nad svetiščem dodal pozlačeno kalašo; je leta 1397 dodal novo sedemnadstropno opečno gopuro, ki je nadomestila uničen prehod.
- Svetišče Andal, svetišče Saumjanayaki, dipa-stambha na vhodu, svetišči Rama in Narasimha so bili dodani v obdobju imperija Vidžajanagara.
- Glavni tempelj je imel šikaro (stolp nadgradnje), ki pa zdaj manjka in je tempelj videti raven. Prvotni stolp, nakazujejo napisi, je bil narejen iz kombinacije lesa, opeke in malte. Večkrat je bil porušen in obnovljen.
- Imperij Vidžajanagara je sponzoriral dodajanje manjših svetišč, posvečenih boginjam, in mandapi Naganajakana znotraj tempeljskega kompleksa. Ti so bili zgrajeni z zbiranjem vojnih ruševin drugih porušenih templjev na območju Belurja in njihovo ponovno uporabo.
- Prostori templja so bili ponovno poškodovani po uničenju imperija Vidžajanagara s strani koalicije sultanatov. Prva popravila so bila izvedena leta 1709, leta 1717 in 1736 pa so sledile dozidave. Tempelj je leta 1774 popravil častnik Hyder Alija v obdobju, ko je bil Hyder Ali de facto vladar v imenu dinastije Vadijar.
- V poznem 19. stoletju so podirajoči se stolp nad svetiščem odstranili, da bi rešili nižje nivoje in ga nikoli niso zamenjali. Leta 1935 so bili deli templja očiščeni in obnovljeni s financiranjem vlade Misore in donacijami dinastije Vadijar. Svetišče Čennigaraya je bilo obnovljeno, dodane so bile nove slike Ramanuje in Garude, skupaj s številnimi drugimi izboljšavami objektov in popravili kompleksa. Ta popravila so bila vpisana v kamen za zgodovinski zapis, tako kot prejšnji napisi.[19]

## Opis
Kompleks Čenakešava v Belurju je sestavljen iz 135 krat 120 m velikega dvorišča z več hindujskimi templji in manjšimi svetišči znotraj obzidanega kompleksa. V kompleks se vstopi z vzhoda skozi Gopuram, dodan med popravilom imperija Vidžajanagarja. Templji in spomeniki, najdeni znotraj obzidanega kompleksa, so:
- Tempelj Čenakešava, imenovan tudi tempelj Kesava, je glavni tempelj. Je sredi kompleksa, obrnjen proti vzhodu, pred gopuro. Vključno s pozneje dodanimi izboljšavami meri 54 krat 47 m. Tempelj stoji na široki ploščadi terasi (džagati), visoki približno 3 metre. Tempelj je posvečen Višnuju v obliki Kesave.
- Južno od templja Kesava je tempelj Kape Čenigaraja, ki meri 38 krat 32 m. V notranjosti ima dve svetišči, eno je posvečeno Venugopali in drugo Čenigaraji (lokalno priljubljeno ime Čenakešava, Višnu). Tempelj se imenuje Kape Čenigaraja, ker je bila po lokalni legendi v bližini njegovega popka nekoč najdena Kape (žaba). Ta manjši tempelj je zgradila kraljica hkrati z glavnim templjem in verjamejo, da je podobna manjša različica.[22]
- Kamnita plošča s parom, ki stoji drug poleg drugega v namaste drži (spoštljivo pozdravljanje) pod baldahinom. Spomenik je poškodovan.[23] Tempelj Čenakešava vključuje številna manjša svetišča in spomenike.

Zahodno od templja Kesava je tempelj Viranarajana, ki meri 21 x 17 m. To je majhen, a popoln tempelj z navarango (9-kvadratno dvorano) in garbhagriho (svetišče) z 59 velikimi reliefi na zunanjih stenah. Ti reliefi so posvečeni Višnuju, Šivi, Brahmi, Bhairavi (jezni Šiva), Lakšmi, Parvati, Sarasvati in drugim. Nekatere plošče prikazujejo zgodbo o Bhimi iz Mahabharate. Tempelj je datiran v 12. stoletje.
Jugozahodno od templja Kesava je majhen tempelj, posvečen Somjanajaki (oblika boginje Lakšmi), prav tako iz 12. stoletja. Kasneje so tempelj razširili in izboljšali. Ta tempelj je opazen, ker lokalno izročilo pravi, da je njegov stolp miniaturna različica velikega stolpa, ki se je nekoč dvigoval nad glavnim templjem Kesava.
Tempelj Andal, imenovan tudi svetišče Ranganajaki, je severozahodno od templja Kesava. Njena zunanja stena je okrašena z umetninami, kot so sloni in narava. Prikazuje tudi 31 velikih podob božanstev iz tradicij hinduizma vaišnavizma, šavizma in šaktizma. Ima tudi zapleteno izrezljane Venugopala, Mohini in Lakšmi ter frize, ki prikazujejo legende v Puranah.
Kompleks ima več manjših svetišč. Vzhodno od templja Kape-Čenigaraja so svetišča za Narasimho, Ramo, Džijarja in Alvardže iz gibanja Bhakti. Vzhodno od templja Andal so svetišča za Krišno in vaišnavske učenjake Desikarja, Bhašjakaro in Ramanudžo iz slave Višištadvaita Vedanta. Na dnu svetišč za Alvars so frizi, ki prikazujejo zgodbe iz Ramayane. Nekatera od teh svetišč so bila dodana pozneje, ker je le malo teh učenjakov, kot je Desikar, živelo po 12. stoletju.
V tempeljskem kompleksu najdemo dva glavna sthambha (stebra). Steber, obrnjen proti glavnemu templju, Garuda (orel) sthambha, je bil postavljen v obdobju Vidžajanagar, medtem ko je steber na desni, Deepa sthambha (steber s svetilko) iz obdobja Hojsala. V bližini templja Viranarajana je mandapa, kjer so bila tradicionalno shranjena letna procesijska ratha in tempeljska vozila. Imenuje se vahana mandapa. Kompleks ima tudi kaljana-mandapa v jugovzhodnem kotu za obrede. Dodana je bila v 17. stoletju.
V severozahodnem vogalu kompleksa je kašča za shranjevanje zalog hrane. V kompleksu so manjša severna vrata, blizu katerih je pakasale ali skupna kuhinja, zgrajena v 13. stoletju. Stopničasti rezervoar za vodo, ki se na napisih imenuje kaljani ali Vasudeva-sarovara, najdemo v severovzhodnem kotu z dvema kamnitima slonoma na boku.
Kompleks ima veliko drugih manjših spomenikov in značilnosti, kot je ane-bagilu ali 'slonova vrata' južno od gopure in spomenik preteklega uničenja v obliki stebrov in kipov v severozahodnem delu kompleksa.

### Glavni tempelj: Kesava
Tempelj je zasnova ekakuta vimana (enojno svetišče) velikosti 10,5 m x 10,5 m. Združuje elemente severnoindijske arhitekture Nagara in južnoindijske Karnata. Tempelj stoji na odprti in široki ploščadi, ki je zasnovana kot krožna pot okoli svetišča. Tempelj in ploščad sta bila brez zidov in je obdajala odprto mandapo, ki je sledila obrisu templja. Obiskovalec bi lahko s ploščadi videl okrašene stebre odprte mandape. Kasneje so dodali zidove in kamnite zaslone, kar je ustvarilo zaprt predprostor in mandapo, ki je zagotavljala varnost, a ustvarila preveč teme, da bi cenili umetniško delo v notranjosti. Preddverje povezuje krožno ploščad z mandapo (dvorano). Na zunanji in notranji strani templja je zapleteno in bogato umetniško delo.
Tempelj ima preprost tloris Hojsala in ima eno svetišče. Gradbeni material, uporabljen v templju Čenakešava, je kloritni skrilavec, bolj znan kot steatit. Pri izkopavanju je mehak in umetnikom omogoča lažje izrezovanje detajlov. Sčasoma se material strdi. Ta tempelj je po besedah umetnostnega kritika in zgodovinarja Settarja postavil zahodno čalukjanski umetnik in njihovo tradicijo, ki se je prvotno razvila v Aiholeju, Badamiju in Patadakalu. Je enostavnejši od poznejših templjev Hojsala (vključno s templjem Hojsalešvara v Halebiduju in templjem Kešava v Somanathapuri).

#### Ploščad
Tempelj je zgrajen na džagati (dobesedno 'svetovno'), simbolični posvetni ploščadi s širokim prostorom za hojo za obhod (pradakšina-patha). Ena stopnica vodi do džagatija in druga stopnica v mandapo. Džagati daje bhaktiju priložnost, da naredi pradakšino okoli templja, preden vstopi vanj. Džagati skrbno sledi zamaknjeni kvadratni zasnovi mandape in zvezdasti obliki svetišča.

#### Zunanje stene
Obiskovalec vidi številna umetniška dela med obhodom templja po ploščadi džagati v vodoravnih pasovih. Spodnji trak so sloni z različnimi izrazi, kot simbolični nosilci celotne strukture. Nad njo je prazna plast, ki ji sledi korni del s periodičnim levjim obrazom. Nad njim je še en trak zvitka in nato venčni trak, razen na zadnji strani templja, kjer je upodobljena vrsta jezdecev v različnih položajih za jezdenje.
Peti izrezljani trak je sestavljen iz majhnih figuric, večinoma žensk z različnimi izrazi, obrnjenimi proti gledalcu, občasno pa trak vključuje jakše, ki so obrnjeni proti notranjosti templja. Ta sloj ima tudi številne plesalce in glasbenike ter profesionalce s svojim orodjem. Zgornji pas ima pilastre, med katerimi so izrezljane posvetne figure, večinoma ženske in pari. Pas narave in plazilcev ovija tempelj nad pasom pilastra s prizori epa Ramajana, vključenimi v ta pas. Nad to plastjo so prizori iz običajnega življenja, ki prikazujejo kamo, arto in darmo. Sem so vključeni pari v dvorjenju, erotiki in spolnih prizorih, sledijo pari z otroki, gospodarske in praznične dejavnosti. Proti severni zunanji steni so upodobljeni frizi s prizori iz Mahabharate.
Nad temi pasovi je kasnejša konstrukcija, ki je dodala 10 perforiranih kamnitih oken in zaslonov na severno stran in 10 na južno stran templja. Kasnejši umetniki so vgravirali prizore iz Purane v deset od teh poznejših dodatkov, ostalih deset pa ima geometrijske cvetlične motive. Perforirani zasloni z znaki prikazujejo:
- Dvorni prizor Hojsala s kraljem, kraljico, častniki, spremljevalci in dvema gurujema s svojimi učenci
- Kesava s Hanumanom in Garudo,
- škrat Vamana, legenda o Baliju in Trivikrami,
- legenda Krišna Kalijamardana, Šiva na Nandi z Ganešo in Kartikejo,
- legenda o Prahladi, Hiranjakašipuju in Narasimhi (znana po simbolih Urdhava pundra v slogu Thenkalai namam na Prahladovem čelu),
- Joga-Narasimha s Hanumanom in Garudo,
- legenda Samudra manthan,
- legenda o Krišni, ki je ubil Kamso,
- Ranganatha, ki leži na Seši,
- Hanuman in Garuda, ki se borita zaradi legende Šiva lingam.

Nad perforiranimi zasloni so na kapitelih nosilnih stebrov figure madanakai (Salabhandžika - ženska figura). Prvotno je bilo 40 madanakaijev, od katerih jih je 38 preživelo v poškodovani ali dobri obliki. Dve od teh sta Durga, tri lovke (z lokom), druge so plesalke v Natja Šastra abhinaja mudri (igralska drža), glasbeniki, ženske, ki se oblačijo ali ličijo, ženska s papigo, moški, ki ustvarjajo glasbo. Večina teh madanakai figur je tudi vklesanih v miniature v šestem pasu zunanje stene okoli pradakšina pathe.
Stena ima tudi 80 velikih reliefov okoli templja. Od teh je 32 Višnujevih, 9 njegovih avatarjev (Narasimha, Varaha, Vamana, Ranganatha, Balarama); 4 Šive v različnih oblikah, vključno z Natarajo (z ali brez Parvati); 2 Bhairava (Šiva); 2 Harihara (pol Šiva, pol Višnu); 4 Surja (sončni bog); 5 Durga in Mahišasuramardini; 1 iz Kame in Ratija; 1 Ganeša, Brahma, Sarasvati, Garuda in Čandra. Drugi veliki reliefi so Ardžuna, ki strelja s puščico, da bi zmagal Draupadi; Ravana dviguje Kailašo; Dakša, Bali in Sukračarja.
Nekateri kipi predstavljajo izjemne podrobnosti. Na primer, ena figura madanakai je prikazana s krošnjo sadnega drevja, kjer je prikazana majhna muha, ki sedi na sadežu, v bližini pa se kuščar pripravlja, da skoči na muho. V drugem je prikazan orel, ki napada sarabho, ta pa leva, ta pa plane na slona, ta pa zgrabi kačo, ta pa v dejanju požiranja podgane – prizor ki vključuje premišljujočega modreca. V teh slikah je prikazano posvetno življenje, na primer umetnik, ki riše, ali glasbeniki, izgubljeni v svoji glasbi. Pomembna podoba je upodobitev Rudra-vine iz 12. stoletja in plesna drža Lasja. Vključena je tudi podoba Džine džainizma.
Zunanja stena na strani vzhodnega vhoda v notranjost templja prikazuje Bhairavo in Durgo. Zunanja stena na strani južnega vhoda v tempelj prikazuje Tandavesvaro in Brahmanija. Zunanji strani pri severnem vhodu v tempelj prikazujeta Višnuja in Mahišasuramardinija.

#### Notranjost
Tempelj Čenakešava ima tri vhode in njihova vrata imajo na obeh straneh okrašene skulpture, imenovane dvarapalaka (vratarji). Osrednja dvorana (navaranga) je bila prvotno odprta z vseh strani, razen z zahodne, kjer je svetišče, kasneje pa so vse strani zaprli s preluknjanimi zasloni. To je znatno zmanjšalo količino svetlobe in zapleteno umetniško delo je težko oceniti brez sekundarne svetlobe. Umetniško delo se začne ob vstopu v tri vhode v dvorano. Vsak vodi do dvignjenih verand na obeh straneh. Dvorana ima izrezljane stebre z velikim kupolastim stropom v sredini. Mandapa ima 60 predelkov.
Navaranga v templju Kesava v Belurju je največji od vseh templjev Hojsala, po besedah Jamesa Harleja ima obliko trirata v obliki diamanta.

#### Stebri in strop
Dvorana navaranga ima oseminštirideset stebrov. Vsi razen osrednjih štirih so izrezljani na edinstven način. Osrednji štirje so poznejši dodatki, dodani leta 1381 v obdobju imperija Vidžajanagara, da bi podprli notranjo strukturo poškodovanega templja. Stebri so treh velikosti. Posebej opazna sta dva stebra. Eden je tako imenovani steber Narasimha, ki je od zgoraj navzdol vklesan z miniaturnimi figurami, kot je majhen bik (kadale basava). Lokalna legenda pravi, da se je ta steber nekoč lahko vrtel zaradi tega, kako je bil podprt, vendar ga ni več mogoče vrteti. Drugi steber je Mohinijev steber. Razen ženskega avatarja Višnuja ima steber osem pasov izrezljanih, vključno s tistimi Brahme, Višnuja, Šive, nato deset avatarjev Višnuja, božanstev osmih smeri, mitskih živali s telesom leva, a obrazom drugih divjih živali. Štirje osrednji stebri so znani po tem, da so bili ročno izrezljani, drugi pa struženi na stružnici.
V središču dvorane je velik odprt kvadrat, nad katerim je kupolast strop s premerom približno 3 m in globino 1,8 m. Na vrhu je lotosov popek z izrezljanimi Brahmo, Višnujem in Šivo. Na dnu kupole je vrsta frizov z zgodbo Ramajane. Na kapitelih štirih stebrov so madanike (Salabhandžika). Ena predstavlja plešočega Sarasvatija, hindujski bog znanja, umetnosti in glasbe. Drugi so običajni plesalci, vendar z drugačnimi izrazi. Ena si ureja lase, druga v pozi Natja, četrta pa ima na roki sedečo papigo. Nakit za glavo in vrat iz kamna je prosto nameščen in ga je mogoče premikati. Zapestnice so podobno premične. Zasnova stropa sledi hindujskim besedilom in je spremenjen slog utksipta s slikami, postavljenimi v koncentričnih obročih.
Drugi reliefi v dvorani so velike slike Višnujevih avatarjev, frizi vedske in puranske zgodovine ter več prizorov Ramajane.

#### Sanctum
Mandapa vodi do garbhagriho mimo stebrov in vrat. Vrata obdajajo dvarapala, Džaja–Vidžaja. Njegov pediment ima Lakšminarajana v sredini. Pod njim so glasbeniki, ki igrajo na glasbila iz 12. stoletja. Ob strani sta dva makara, na katerih skupaj jezdita Varuna in Varuni. Znotraj kvadratnega svetišča je podoba Kešave, ali kot jo napisi imenujejo Vidžajanarajana. Stoji na 1 m visokem podstavku, visok je približno 1,8 m s svetniškim sijem. Ima štiri roke, z božanskim diskom (Sudaršana čakra) in šankho v zgornjih rokah ter gada (kladivo) in lotosom v spodnjih rokah. Svetniški sij ima ciklično vrezane desete avatarje Višnuja – Matsja, Kurma, Varaha, Narasimha, Vamana, Parasurama, Rama, Krišna, Buda in Kalki. Tempelj je aktivna hiša čaščenja, z oblečeno in okrašeno kešavo, prisotnimi duhovniki in bhakte, ki izvajajo daršan.

### Nadgradnja
Tempelj je imel stolp, ki je bil večkrat poškodovan in uničen, ponovno zgrajen in obnovljen. Pri obnovah v 19. stoletju je tempelj ostal brez stolpa. Po mnenju Foekeme bi bil stolp, ko je obstajal, v slogu Bhumija, in ne pravilnega stolpa v obliki zvezde, ki je sledil obliki vimane. Stolpi Bhumija, ki so nedotaknjeni na miniaturnih svetiščih na vhodu v dvorano, so pravzaprav vrsta nagara (severnoindijski) stolpa, ki je ukrivljene oblike. Ta oblika stolpa je precej neobičajna v čisti dravidski arhitekturi.

## Umetniki
Nekateri umetniki Hojsala so svoja dela podpisali v obliki napisov. Pri tem so včasih razkrili podrobnosti o sebi, svojih družinah, cehih in kraju izvora. Več informacij o njih dajejo kamniti napisi in napisi na bakrenih ploščah. Ruvari Mallitamma je bil ploden umetnik, ki mu pripisujejo več kot 40 skulptur. Dasoja in njegov sin Čavana, ki sta bila iz Baligavija v sodobnem okrožju Šimoga, sta pomembno prispevala. Čavani pripisujejo delo na petih madanikah, Dasoja pa je ustvaril štiri. Malijanna in Nagoja sta v svojih skulpturah ustvarila ptice in živali. Umetniki, kot sta Čikahampa in Maloja, so zaslužni za nekatere skulpture v mandapi. Ti umetniki so prispevali tudi k umetninam, ki so jih našli v drugih večjih templjih Hojsala, ki so jih našli v krogu 50 kilometrov od Belurja.

## Gallery
- Glasbenik igra Kinnari vina
- Šilabalika (nebeška deklica) z ogledalom
- Šilabalika
- Šilabalika
- Šilabalika
- Reliefna skulptura s preklado v templju Čanakešava, Belur
- Džaja in Vidžaya pred svetiščem
- Okrasni reliefni stolp v templju Čenakešava, Belur
- Okrasna plošča z miniaturnimi stolpi (edikula)
- Gadžasurasamhara: Šiva ubije demona Gadžasura
- Pogled na gopuro (stolp nad vhodom) z Garuda stambha (steber) v tempeljskem kompleksu Čenakešava, Belur
- Stenski relief svetišča v templju Čenakešava, Belur
- Okrašena preklada z Makarami (mitskimi zvermi) na obeh straneh
- Madanike pod napuščem
- Osrednja stavba templja Čenakešava, gledana iz severovzhodnega vogala notranjega dvorišča
- Bližnji posnetek okrasnega oblikovanega friza na zunanji steni mandape, tempelj Čenakešava